# Pachnobia schoennherri
Pachnobia schoennherri là một loài bướm đêm trong họ Noctuidae.